# مایکل پولان
مایکل پولان (به انگلیسی: Michael Pollan)؛ زادهٔ ۶ فوریهٔ ۱۹۵۵) روزنامه‌نگار آمریکایی و استاد دانشگاه است که نخستین مدرس هنرهای لوئیس کی. چان در دانشگاه هاروارد به‌شمار می‌رود. او همچنین استاد کرسی نایت در روزنامه‌نگاری علمی و زیست‌محیطی و مدیر برنامهٔ نایت در روزنامه‌نگاری علمی و زیست‌محیطی در مدرسهٔ عالی روزنامه‌نگاری دانشگاه برکلی کالیفرنیا است. در سال ۲۰۲۰، او هم‌بنیان‌گذار «مرکز علوم روان‌گردان» دانشگاه برکلی شد و برنامهٔ آموزش عمومی آن را هدایت می‌کند. پولان بیش از هر چیز به‌خاطر کتاب‌هایش دربارهٔ مطالعات غذا و تأثیرات اجتماعی‌ـ‌فرهنگی آن شناخته می‌شود؛ آثاری مانند گیاه‌شناسی علائق و معضل جانور همه‌چیزخوار.
بخش مرور کتاب نیویورک تایمز در سال ۲۰۰۶ او را به عنوان یک «روشنفکر لیبرال با علائقِ غذایی» توصیف کرده است.

## زندگی و تحصیلات اولیه
پولان در خانواده‌ای یهودی در لانگ آیلند ایالت نیویورک به دنیا آمد. پدرش، استیون پولان، نویسنده و مشاور مالی بود و مادرش، کورکی پولان، ستون‌نویس مطبوعات. او تا سال ۱۹۷۵ در کالج مانسفیلد، آکسفورد تحصیل کرد و سپس در سال ۱۹۷۷ مدرک کارشناسی زبان انگلیسی را از کالج بنینگتون و در سال ۱۹۸۱ کارشناسی‌ارشد همان رشته را از دانشگاه کلمبیا دریافت کرد.

## فعالیت حرفه‌ای

### گیاه‌شناسی علائق
پولان در کتاب گیاه‌شناسی علائق مفهوم هم‌تکاملی را بررسی می‌کند؛ به‌ویژه رابطهٔ تکاملی بشر با چهار گیاه—سیب، لاله، شاه‌دانه و سیب‌زمینی—از دو دیدگاه انسان و گیاه. او این گیاهان را به چهار میل اساسی انسان ربط می‌دهد: سیب به میل به شیرینی، لاله به زیبایی، شاه‌دانه به مستی و سیب‌زمینی به کنترل. کتاب با روایت‌های شخصی نویسنده و پژوهش تاریخی‌ـ‌اجتماعی دربارهٔ این گیاهان، و نقد یک‌کشتی صنعتی و پیامدهای آن بر تنوع زیستی و مصرف زیاد آفت‌کش و کود شیمیایی همراه است.

### معضل جانور همه‌چیزخوار
در معضل جانور همه‌چیزخوار، پولان چهار راه اساسی انسان برای به‌دست‌آوردن غذا را بررسی می‌کند: سامانهٔ صنعتی مدرن، کشاورزی ارگانیک بزرگ‌مقیاس، مزرعهٔ محلی خودکفا و شکارچی-گردآورنده. او این زنجیره‌ها را از فتوسنتز گیاهان تا رسیدن غذا به سفره دنبال می‌کند و تنش میان منطق طبیعت و منطق صنعت را نشان می‌دهد. این کتاب نقدی جدی بر کشاورزی صنعتی، استفادهٔ بی‌رویه از ذرت، پرورش صنعتی دام و سیاست‌گذاری‌های کشاورزی در ایالات متحده است و در عوض، مزرعهٔ پالی‌فیس در ویرجینیا را الگویی برای پایداری معرفی می‌کند. این کتاب در سال ۲۰۰۶ از سوی نیویورک تایمز در میان پنج کتاب غیرداستانی برتر سال انتخاب شد و جوایز مهمی از جمله جایزهٔ نوشتار غذایی بنیاد جیمز بیرد را در ۲۰۰۷ دریافت کرد.

### در دفاع از غذا: بیانیهٔ یک خورنده
کتاب در دفاع از غذا: بیانیهٔ یک خورنده (۲۰۰۸) به نقد مفهوم تغذیه‌گرایی و رژیم غربی می‌پردازد و باور کاهش مواد غذایی به اجزای مغذی را اشتباه می‌داند. پولان می‌گوید بیشتر آنچه در فروشگاه‌ها و فست‌فودها به‌عنوان غذا عرضه می‌شود، در حقیقت غذا نیست و توصیهٔ اصلی او خلاصه می‌شود در سه جمله: «غذا بخور. نه زیاد. بیشتر گیاهان.»

### قوانین غذا: راهنمای یک خورنده
قوانین غذا: راهنمای یک خورنده (۲۰۰۹) نسخه‌ای خلاصه از آثار پیشین اوست که چارچوبی ساده برای رژیم غذایی سالم و پایدار ارائه می‌کند و قواعدی عملی مانند «هرچه نان سفیدتر، مرگ زودتر» را در بر می‌گیرد.

### پخته: تاریخ طبیعی دگرگونی
در پخته: تاریخ طبیعی دگرگونی (۲۰۱۳)، پولان چهار روش اصلی پخت‌وپز را بر اساس عناصر کلاسیک—آتش، آب، هوا و خاک—بررسی می‌کند. این کتاب بعدها مبنای مستند نتفلیکس پخته (۲۰۱۶) شد.

### چگونه ذهنت را تغییر دهی
در چگونه ذهنت را تغییر دهی (۲۰۱۸)، پولان تاریخ و آیندهٔ مواد روان‌گردان را بررسی می‌کند و معتقد است موادی چون سیلوسایبین و ال‌اس‌دی می‌توانند در درمان ترس از مرگ، افسردگی و اعتیاد مفید باشند. این کتاب پرفروش شمارهٔ ۱ نیویورک تایمز شد و مستند نتفلیکس به همین نام (۲۰۲۲) بر اساس آن ساخته شد.

### ذهن گیاه‌خوار چنین است
کتاب «ذهن گیاه‌خوار چنین است» در ۶ ژوئیهٔ ۲۰۲۱ منتشر شد و به‌طور ویژه به تریاک، کافئین و مسکالین می‌پردازد. پولان تلاش می‌کند تا گفت‌وگویی پس از جنگ با مواد مخدر آغاز کند که در آن، تفاوت‌های میان انواع مواد بهتر در نظر گرفته شود و برای هر یک چارچوب‌های فرهنگی مناسبی پیدا شود تا بتوان آن‌ها را به شکلی ایمن و پربازده استفاده کرد. این کتاب با مراسمی دربارهٔ مصرف گیاه سن‌پدرو (اچینوپسیس پاچانوی) پایان می‌یابد؛ یک کاکتوس آندی نسبتاً سریع‌الرشد که حاوی مسکالین است.

### سایر فعالیت‌ها
پولان نویسندهٔ همکار در مجلهٔ نیویورک تایمز مگزین و سردبیر پیشین مجلهٔ هارپرز مگزین است. نخستین کتاب او با عنوان طبیعت دوم: آموزش یک باغبان در سال ۱۹۹۱ منتشر شد.
او برای مجلهٔ Greater Good که از سوی مرکز علم خیر برتر در دانشگاه کالیفرنیا، برکلی منتشر می‌شود، نیز نوشته است. مقالهٔ او با عنوان «اخلاق خوردنی» به تلاقی میان تغذیهٔ اخلاقی و روان‌شناسی اجتماعی می‌پردازد.
در کتاب سال ۱۹۹۸ خود، A Place of My Own: آموزش یک سازندهٔ آماتور، پولان روند طراحی و ساخت بنای جانبی‌ای را که در آن می‌نویسد، با دقت دنبال کرده است. نسخهٔ بازانتشار یافتهٔ این کتاب در سال ۲۰۰۸ با عنوان «جایی از آن خود: معماری رؤیاپردازی‌ها» منتشر شد.
پولان کتاب صوتی «کافئین: چگونه کافئین جهان امروزی را ساخت» را برای Audible.com نوشت و روایت کرد.
در سال ۲۰۱۴، پولان مقدمه‌ای برای کتاب آشپزی سالم‌خوری «میز خانوادهٔ پولان» نوشت. این کتاب به‌طور مشترک به قلم مادرش، کورکی پولان، و خواهرانش، لوری پولان، دانا پولان، و تریسی پولان نوشته شده است.
او همچنین در مستند غذا، شرکت (۲۰۰۸) نقش‌آفرینی کرد و در آن به‌عنوان مشاور نیز فعالیت داشت. در سال ۲۰۱۰، پولان برای فیلم ملکهٔ خورشید: زنبورهای عسل چه به ما می‌گویند؟ که مستندی بلند دربارهٔ زنبور عسل و اختلال فروپاشی کلنی است، مصاحبه کرد. او همچنین برای مستند ناپدیدشدن زنبورها، که باز هم دربارهٔ فروپاشی کلنی است و توسط مریم حنین و جرج لنگورثی کارگردانی شد، مصاحبه کرده است. در ۲۰۱۵، نسخهٔ مستند کتاب «دفاع از غذا» ساختهٔ او از شبکهٔ پی‌بی‌اس پخش شد. در ۲۰۱۶، نتفلیکس مجموعهٔ مستند چهار قسمتی «پخته‌شده» (۲۰۱۳) را که بر اساس کتاب او ساخته شده و الکس گیبنی آن را کارگردانی کرده است، منتشر کرد.
از نوامبر ۲۰۲۲، او یک دورهٔ آنلاین اشتراکی در مسترکلاس با عنوان «خوردن آگاهانه» تدریس می‌کند.

## افتخارات
در سال ۲۰۱۵، پولان جایزهٔ واشبورن را از موزهٔ علم بوستون دریافت کرد. این جایزه سالانه به «شخصی اعطا می‌شود که سهم برجسته‌ای در درک و قدردانی عمومی از علم و نقش حیاتی آن در زندگی ما داشته باشد». او همچنین به‌عنوان پژوهشگر مدعو در مؤسسهٔ رادکلیف برای مطالعات پیشرفته در دانشگاه هاروارد برگزیده شد.
در سال ۲۰۱۶، پولان دکترای افتخاری از دانشگاه علوم تغذیه‌ای دریافت کرد.
او همچنین برندهٔ جایزهٔ رهبری جیمز برد، جایزهٔ جهانی اتحادیهٔ جهانی حفاظت محیط‌زیست رویترز در روزنامه‌نگاری محیط‌زیست، جایزهٔ بنیاد جیمز برد برای بهترین مجموعه‌مقالات مجله در سال ۲۰۰۳، و جایزهٔ جنسیس از سوی انجمن انسانی ایالات متحده شده است. مقاله‌های او در مجموعه‌هایی مانند «بهترین نوشته‌های علمی آمریکا» (۲۰۰۴)، «بهترین جستارهای آمریکا» (۱۹۹۰ و ۲۰۰۳)، «حیوانات: تمرین پیچیدگی» (۲۰۰۶) و «کتاب نورتون از نوشته‌های طبیعت» (۱۹۹۰) گردآوری شده‌اند. در سال ۲۰۰۸، پولان مدال بین‌المللی علوم انسانی دانشگاه واشینگتن در سنت‌لوئیس را دریافت کرد.

## انتقادها
در مجلهٔ مؤسسهٔ امریکن اینترپرایز، بلیک هرست استدلال می‌کند که پولان ارزیابی سطحی‌ای از دامداری صنعتی ارائه می‌دهد که هزینه‌ها را در نظر نمی‌گیرد. دنیل انگبر در اسلیت از پولان به دلیل این‌که معتقد است موضوع غذا برای مطالعهٔ علمی بیش از حد پیچیده است و فروکاست‌گرایی را عامل مشکلات بهداشتی امروز می‌داند، در حالی که خود برای توصیه‌های غذایی‌اش از پژوهش‌های تغذیه‌ای استفاده می‌کند، انتقاد کرده است. انگبر «روش ضدعلمی» پولان را به سخنان درمانگران شبه‌علمی که رژیم‌های غذایی فریبنده می‌فروشند، تشبیه کرده است.
کار پولان همچنین در کتاب غیر داستانی جاناتان سَفرن فُر با عنوان خوردن حیوانات مورد بحث و نقد قرار گرفته است. فور استدلال پولان دربارهٔ «هم‌سفره‌گی» را نقد می‌کند. به گفتهٔ فور، پولان مدعی است که مهمان گیاه‌خوار برای میزبان دردسر اجتماعی قابل سرزنشی ایجاد می‌کند. فور پاسخ می‌دهد که در سال ۲۰۱۰ پذیرایی از گیاه‌خواران آسان‌تر از پذیرایی از طرفداران غذای محلی (لوکاوُر) است، زیرا برای یافتن گوشت غیرصنعتی (که گران هم هست) میزبان باید تحقیقات زیادی انجام دهد.
پولان از سوی جان انتاین، که از محصولات دست‌کاری‌شدهٔ ژنتیکی (GMO) حمایت می‌کند، متهم شده که با نفوذ خود به ترویج «شبه‌علم ضدتراریخته» پرداخته است. شماری از دانشمندان و روزنامه‌نگاران نیز کار او را جانبدارانه علیه تراریخته‌ها دانسته‌اند. برای نمونه، پس از آن‌که پولان توییتی انتقادی نسبت به یک مقالهٔ نیویورک تایمز دربارهٔ تراریخته‌ها منتشر کرد، مایکل آیزن زیست‌شناس دانشگاه کالیفرنیا، برکلی، توییتی منتشر کرد که در آن اظهارنظر پولان را «سقوطی تازه حتی در کارزار ضدتراریختهٔ او» نامید. در پاسخ به این‌که پولان محصولات تراریخته را «یک ناکامی بزرگ» توصیف کرده است، جیمز کوپر، نویسندهٔ حوزهٔ غذا، تمایل پولان به استناد به منابع علمی ضعیف یا گزینشی را نقد کرده است.
در سال ۲۰۱۴، پولان در دانشگاه کالیفرنیا، برکلی، بحث و مناظره‌ای غیررسمی دربارهٔ مهندسی ژنتیک را با حضور پاملا رونالد، ژنتیک‌دان برجستهٔ گیاهی و استاد دانشگاه کالیفرنیا، دیویس، که نظر پژوهشی‌اش «به‌شدت با دیدگاه پولان مبنی بر شکست کلی محصولات تراریخته» مخالف است، برگزار کرد. یک خبرنگار نیویورکر مشاهده کرد که پایگاه دانشجویی عمدتاً ضدتراریختهٔ پولان در این بحث، «نوعی تک‌کشتی» را شکل داده بود، با این حال او تلاش کرد با دعوت از رونالد «گونه‌ای مهاجم» را وارد کند. این رویداد، گرچه به‌طور پیش‌بینی‌پذیر پرتنش بود، اما به‌گفتهٔ گزارش‌ها، نمونه‌ای نادر از گفت‌وگویی مؤدبانه و سازنده میان دو دیدگاه به‌شدت مخالف در مورد محصولات دست‌کاری‌شدهٔ ژنتیکی پدید آورد.

### کتاب‌ها
او کتاب‌های متعددی نوشته است. از جمله:
- طبیعت دوم: یک آموزش باغبانی، نشر آتلانتیک، ۱۹۹۱
- جایی برای خودم: آموزش برای یک سازندهٔ آماتور، نشر راندوم هاوس، ۱۹۹۷
- گیاه‌شناسیِ علائق: نگاهی زمین‌محور به جهان، نشر راندوم هاوس، ۲۰۰۱
- معضل جانور همه‌چیزخوار: تاریخ طبیعی چهار وعدهٔ غذایی، نشر پنگوئن ۲۰۰۶
- در دفاع از غذا: مانیفستِ یک خورنده، نشر پنگوئن، ۲۰۰۸
- قواعد خوردن: دستور کار یک خورنده، نشر پنگوئن، ۲۰۰۹
- پخت‌وپز، تاریخ طبیعی تغییر و تبدیل. نشر پنگوئن، ۲۰۱۳

طبیعت دوم: آموزش یک باغبان. نیویورک: انتشارات آتلانتیک مانتلی. 1991.
جایی از آن خود: آموزش یک سازندهٔ آماتور. نیویورک: انتشارات رَندم هاوس. 1997. ISBN 978-0-679-41532-9.
The Botany of Desire: نگاه یک گیاه به جهان. نیویورک: انتشارات رَندم هاوس. 2001. ISBN 978-0-375-50129-6.
The Omnivore's Dilemma: A Natural History of Four Meals. نیویورک: انتشارات پنگوئن پرس. 2006. ISBN 978-1-59420-082-3.
In Defense of Food: An Eater's Manifesto. نیویورک: انتشارات پنگوئن پرس. 2008. ISBN 978-1-59420-145-5.
Food Rules: An Eater's Manual. نیویورک: انتشارات پنگوئن پرس. 2009. ISBN 978-0-14-311638-7.
Cooked: A Natural History of Transformation. نیویورک: انتشارات پنگوئن پرس. 2013. ISBN 978-1-59420-421-0.
میز خانوادهٔ پولان. نیویورک: انتشارات اسکریبنر. 2014. ISBN 978-1-476746371. (مقدمه)
How to Change Your Mind: What the New Science of Psychedelics Teaches Us About Consciousness, Dying, Addiction, Depression, and Transcendence. نیویورک: انتشارات پنگوئن پرس. 2018. ISBN 978-1594204227.
ذهن گیاه‌خوار چنین است. نیویورک: انتشارات پنگوئن پرس. 2021. ISBN 9780593414217.

### کتاب‌های ترجمه‌شده به فارسی
- «قواعد خوردن»: راهنمای تغذیهٔ سالم، ترجمهٔ آرش حسینیان، نشر مثلث، ۱۳۹۴
- «پخت‌وپز: جنبه‌های فردی، اجتماعی، سیاسی»، ترجمهٔ آرش حسینیان، نشر تلنگر، ۱۳۹۵
- «معضل جانور همه‌چیزخوار»: تاریخ طبیعی چهار وعدهٔ غذایی، نشر تلنگر، ترجمهٔ آرش حسینیان، ۱۳۹۵

### پژوهش‌ها و نقدهای آثار پولان
معضل همه‌چیزخوار
تیم فلنری (۲۸ ژوئن ۲۰۰۷). "ما با ذرت زندگی می‌کنیم!". بررسی کتاب نیویورک. ۵۴ (۱۱): ۲۶–۲۸. PMID 17595729.

## فیلم‌شناسی
پولان در مستند غذا، شرکت (۲۰۰۸) و دنبالهٔ آن، غذا، شرکت ۲ (۲۰۲۳) حضور داشت.
مایکل پولان (۲۰۱۶). پخته‌شده (تولید تلویزیونی). ایالات متحده: نتفلیکس.
چگونه فکرتان را تغییر دهید (۲۰۲۲)